# 小路龍流
小路 龍流（こうじ たつる、11月16日 - ）は、日本の漫画家、イラストレーター。血液型はO型。2001年からボーイズラブについて漫画や小説挿絵で活躍。2017年からはティーンズラブ小説の挿絵も手がけている。また、現在では柊平ハルモと共に創作活動もしている。

## 作品リスト

### 漫画作品
- 君がこの手を離れるなら（2008年、原作：柊平ハルモ、海王社（GUSH COMICS））
- 花は純愛に殉じる（2008年、原作：柊平ハルモ、幻冬舎コミックス（バーズコミックス リンクスコレクション））

### 小説挿絵

#### ボーイズラブ作品
リーフ出版
- リーフノベルズ
  - 花を揺らす風（2001年、著：春原いずみ）
  - 過激なドクター（2002年、著：柳まこと）
  - 危険なドクター（2003年、著：柳まこと）
  - COOLなカンケイ（2003年、著：かのえなぎさ）
  - NUDEなカンケイ（2003年、著：かのえなぎさ）
  - 野蛮なくせに優しいキス（2003年、著：水瀬結月）
  - SEXYなカンケイ（2003年、著：かのえなぎさ）
  - STEAL YOUR LOVE（2004年、著：妃川螢）
  - その胸で恋を知る（2005年、著：早水しほり）
  - その指で狂わせて（2005年、著：早水しほり）
  - PUREなカンケイ（2005年、著：かのえなぎさ）

雄飛
- アイノベルズ
  - 夜毎の鎖（2001年、著：暁由宇）
  - パーフェクト・ラブ（2002年、著：たけうちりうと）
  - エクセレント・ラブ（2002年、著：たけうちりうと）
  - エゴイストの庭（2002年、著：金田えびな）
  - 廻り花を揺らす指（2004年、著：沙野風結子）
  - 花の堕ちる夜（2004年、著：沙野風結子）
  - 花陰の囚人たち（2006年、著：沙野風結子）

心交社
- ショコラノベルス・ハイパー
  - サクリファイス 犠牲（2002年、著：河野葵）
- ショコラノベルス
  - 一番でいさせて（2003年、著：高尾理一）
  - 笑わない恋人（2004年、著：池戸裕子）

茜新社
- オヴィスノベルズ
  - そして君の声をてのひらにのせ（2003年、著：蓮見瞳子）
  - ストイックになれない（2003年、著：火崎勇）
  - 辛口恋愛レシピ（2004年、著：音理雄）

イースト・プレス
- アズ・ノベルズ
  - さらってみやがれ!（2003年、著：矢神りな）
  - この恋、占いません!（2004年、著：甲山蓮子）
  - 聖衣は獣に攫われる（2006年、著：ゆりの菜櫻）
  - 犯ってみやがれ!（2007年、著：矢神りな）
- アズ文庫
  - 指先の魔法（2015年、著：chi-co）
- Splush文庫
  - うさ耳悪魔に振り回されて困ってます…!（2018年、著：朝香りく）

プランタン出版
- プラチナ文庫
  - 囚われの恋人（2003年、著：あすま理彩）
  - 悪魔のようなあなた（2004年、著：愁堂れな）
  - サディスティックな純情（2005年、著：あさひ木葉）
  - かりそめの恋人（2005年、著：あすま理彩）
  - 罠 -temptation-（2006年、著：遠野春日）
  - 軍服の愛妾（2006年、著：あさひ木葉）
  - 軍服の花嫁（2006年、著：あさひ木葉）
  - 軍服の愛玩具（2007年、著：あさひ木葉）
  - 貴公子の誘惑 薔薇の純潔（2008年、著：藤森ちひろ）
  - 愛よ、灰にかえれ（2010年、著：いとう由貴）
  - 手錠（2010年、著：剛しいら）
  - 剣の誇り（2011年、著：あさひ木葉）
  - 信じるままに愛したい（2012年、著：清白ミユキ）
  - 神和ぎの我が手取らすも（2012年、著：水原とほる）
  - 金欠と愛とズボンの下（2014年、著：バーバラ片桐）
  - 秘蜜の褥（2017年、著：あさひ木葉）
  - 危険なブツを召しあがれ（2017年、著：バーバラ片桐）

パラダイム
- ブルーミントノベルス
  - JEWEL GARDEN（2003年、著：岡田留奈）

ハイランド
- ラキアスーパーエクストラノベルズ
  - きっと甘いくちづけ（2004年、著：柊平ハルモ）
- ラキアノベルズ
  - 狼さんに食べられちゃいたい（2004年、著：姫野百合）

講談社
- 講談社X文庫ホワイトハート
  - メールボーイ（2004年、著：伊郷ルウ）
  - メールボーイ 前途は多難（2004年、著：伊郷ルウ）
  - メールボーイ 嘘と秘密（2005年、著：伊郷ルウ）
  - メールボーイ 憂いの春（2005年、著：伊郷ルウ）
  - メールボーイ 幸福の条件（2005年、著：伊郷ルウ）

フロンティアワークス
- ダリア文庫
  - 花の堕ちる夜 新装版（2009年、著：沙野風結子）
  - 花陰の囚人たち 新装版（2009年、著：沙野風結子）
  - 千年の眠り花（2009年、著：沙野風結子）
  - 甘やかな共謀（2010年、著：沙野風結子）
  - 色めく夜の陰謀（2010年、著：沙野風結子）
  - 後見人は恋に落ちる（2011年、著：神香うらら）
  - 花の迷い仔（2012年、著：沙野風結子）
  - 夜獣の刻印（2012年、著：あさひ木葉）
  - 恋する時をかさねて（2012年、著：名倉和希）
  - 双子は手負いの獣を飼う（2016年、著：あさひ木葉）
  - 比翼連理（2016年、著：あさひ木葉）

オークラ出版
- アクアノベルズ
  - まなざしから恋は香る（2004年、著：水瀬結月）
- プリズム文庫
  - 銀薔楼の麗人（2007年、著：愁堂れな）
  - 近侍のSなご奉仕（2007年、著：六堂葉月）
  - ドールハウス 〜愛玩の枷〜（2010年、著：真崎ひかる）

幻冬舎コミックス
- リンクスロマンス
  - ひそやかに熱っぽく（2005年、著：柊平ハルモ）
  - 冷たい指先（2005年、著：柊平ハルモ）
  - 恋に酔っても（2005年、著：火崎勇）
  - ダブル 犬も歩けば棒に当たる（2006年、著：谷崎泉）
  - ダブル 論より証拠（2007年、著：谷崎泉）
  - ダブル 花より団子（2007年、著：谷崎泉）
  - 侯爵は花を愛でる アレツーサ王国シリーズ（2007年、著：柊平ハルモ）
  - 伯爵は花と戯れる アレツーサ王国シリーズ（2007年、著：柊平ハルモ）
  - 王は花を奪う アレツーサ王国シリーズ（2008年、著：柊平ハルモ）
  - 冷酷なる瞳の伯爵（2009年、著：バーバラ片桐）
  - 三希堂奇譚（2009年、著：佐倉朱里）
  - 恋する銀狼（2009年、著：水月真兎）

海王社
- ガッシュ文庫
  - 困った瞳で強がって（2005年、著：月宮零時）
  - きっと甘いくちづけ 新装版（2008年、著：柊平ハルモ）
  - ずっと愛しいくちびる（2008年、著：柊平ハルモ）
  - STEAL YOUR LOVE 恋（2008年、著：妃川螢）
  - STEAL YOUR LOVE 愛（2008年、著：妃川螢）
  - STEAL YOUR LOVE 慾（2010年、著：妃川螢）
  - 甘えてください（2010年、著：火崎勇）
  - STEAL YOUR LOVE 絆（2011年、著：妃川螢）
  - 愛、絆されて（2011年、著：橘かおる）
  - この世界のどこかにいる運命の君へ（2012年、著：洸）
  - 秘して花咲く（2013年、著：なかむら悠香）
  - 獣欲 -花嫁は狼に奪われる-（2014年、著：あさひ木葉）
  - 翻訳家は愛を知る-（2014年、著：洸）
  - オレ様淫魔の嫁迎え（2014年、著：今井真椎）
  - 滴る毒は蜜の如く（2015年、著：妃川螢）
  - 脚本家は愛を乞う（2015年、著：洸）
  - タヌキの嫁入り（2015年、著：伊郷ルウ）

ワンツーマガジン社
- アルルノベルス
  - 人魚姫じゃないから（2006年、著：火崎勇）
  - 堕ちてゆく貴公子（2006年、著：あさひ木葉）

白泉社
- 白泉社花丸文庫
  - いとおしく甘い旋律（2007年、著：柊平ハルモ）
- 白泉社花丸文庫BLACK
  - 暴虐の君主に愛の手を（2013年、著：橘かおる）
  - 蜜猟区（2013年、今城けい）

角川書店
- 角川ルビー文庫
  - ふしだらな純愛（2010年、著：藤森ちひろ）

新書館
- ディアプラス文庫
  - 運命的恋愛 〜ドラマティック・ブルー〜（2011年、著：榊花月）

ブライト出版
- ローズキーノベルズ
  - 花散盗人（2011年、著：バーバラ片桐）
  - 愛執の褥 籠の中の花嫁（2012年、著：藤森ちひろ）
  - 報われない恋の代償（2013年、著：義月粧子）

大誠社
- リリ文庫
  - 純愛淫堕（2011年、著：バーバラ片桐）

アスキー・メディアワークス
- B‐PRINCE文庫
  - 伯爵と俺様（2012年、著：水月真兎）
  - 愛人恋鎖（2014年、著：本庄咲貴）
  - 愛に濡れる声を聞かせて（2015年、著：北瀬黒）
  - 年上の男性（2016年、著：野原滋）
  - 伯爵と囚われの華（2016年、著：小中大豆）

二見書房
- シャレード文庫
  - 年下男の愛人（2013年、著：柊平ハルモ）
  - ひだまりの猫（2013年、著：結城瑛朱）
  - 愛欲連鎖（2015年、著：真宮藍璃）
  - 恋のついでに御曹司（2017年、著：名倉和希）
  - 箱入りウサギ妊活中 〜もふもふオメガバース〜（2018年、著：川崎かなれ）

笠倉出版社
- クロスノベルス
  - オーダーメイド花嫁（2014年、著：高峰あいす）
  - 官能心中（2015年、著：いとう由貴）
  - チャイナ・ノアール -憎しみの果て- 新装版（2015年、著：弓月あや）※電子書籍

アイデジタルパブリッシング
- ジュリアンノベルス
  - その腕に堕ちても（2014年、著：柊平ハルモ）※電子書籍
  - 秘密倶楽部の調教（2015年、著：村咲泉）※電子書籍

三交社
- ラルーナ文庫
  - 指先の記憶（2016年、著：	chi-co）
  - 白夜月の褥（2016年、著：ゆりの菜櫻）
  - 白鶴組に、花嫁志願の恩返し。（2017年、著：高月紅葉）
  - スイーツ王の溺愛にゃんこ（2018年、著：鹿能リコ）
  - 白鶴組に、花嫁さんの恋返し。（2019年、著：高月紅葉）
  - 真面目なアルファさんをオメガが熱愛します（2019年、著：不住水まうす）
  - ぷいぷい天狗、恋扇（2020年、著：鹿能リコ）
  - 絶対運命婚姻令（2020年、著：真宮藍璃）

ジュリアンパブリッシング
- カクテルキス文庫
  - 赤ちゃん狼が縁結び（2017年、著：伊郷ルウ）

#### ティーンズラブ作品
アルファポリス
- エタニティブックス・Rouge
  - 女神様も恋をする（2017年、著：春日部こみと）
  - 君に永遠の愛を（2018年、著：井上美珠）
  - 君に永遠の愛を 2（2019年、著：井上美珠）
  - 身代わり花嫁は俺様御曹司の抱き枕（2019年、著：沖田弥子）
  - 溺恋マリアージュ。 偽装妻ですが極上CEOにとろとろに愛されています（2021年、著：碧まりる）

ハーパーコリンズ・ジャパン
- ヴァニラ文庫
  - 将軍閣下は溺愛苦悩中（2018年、著：小桜けい）
  - 不埒な蜜月契約〜おじさま侯爵は新妻を手放さない〜（2019年、著：すずね凜）

プランタン出版
- ティアラ文庫
  - 公爵様の噛み痕（2015年、著：蒼磨奏）
  - ヴァイキング王の終わらない熱愛（2019年、著：浅見茉莉）
- オパール文庫
  - シークレット・バケーション MとSの禁断愛戯（2017年、著：久保ちはろ）

アイデジタルパブリッシング
- トパーズノベルス
  - 聖姫は獅子王の執愛に溺れて（2017年、著：茅原ゆみ）※電子書籍
  - 背徳の蜜夜-侯爵の愛に囚われて-（2017年、著：有允ひろみ）※電子書籍
  - 侯爵の花嫁候補には恋の媚薬を（2018年、著：如月一花）※電子書籍
  - 背徳の令嬢は紳士な怪盗と踊る（2019年、著：葉月ぱん）※電子書籍
  - 砂漠の王と淫らな拘束に溺れる人身御供の姫君（2019年、著：赤城まや）※電子書籍
  - 女装王太子の甘美な淫愛（2020年、著：麻倉とわ）※電子書籍
  - 恋は邪魔者～再就職先は元カレの腕の中!?～（2020年、著：有允ひろみ）※電子書籍
  - 美色エリート上司と愛の秘め事（2020年、著：御上ユノ）※電子書籍
  - 鬼上司は甘々な夫!?～隠れて会社で溺愛されてます～（2021年、著：如月一花）※電子書籍
  - 真珠の花嫁は黒衣の新王に淫らに繋がれる～前編～（2021年、著：赤城まや）※電子書籍
  - 真珠の花嫁は黒衣の新王に淫らに繋がれる～後編～（2021年、著：赤城まや）※電子書籍

ジュリアンパブリッシング
- ロイヤルキス
  - 幼なじみの騎士様は可愛い新妻にぞっこんです!（2019年、著：佐倉紫）※電子書籍
  - 伯爵令嬢は英雄侯爵に娶られる～溺愛される闇の檻の乙女～（2020年、著：蒼磨奏）※電子書籍
- チュールキス
  - 政略結婚のその後は？～敏腕秘書は囚われの君を諦めない～（2019年、著：橘柚葉）※電子書籍

#### その他の作品
角川書店
- 角川ビーンズ文庫
  - 再活性者サクラ（2002年、著：野梨原花南）